# Plumarella penna
Plumarella penna är en korallart som först beskrevs av Jean-Baptiste Lamarck 1815.  Plumarella penna ingår i släktet Plumarella och familjen Primnoidae. Inga underarter finns listade i Catalogue of Life.